# پروشچ (شهرستان شفیچه)
پروشچ (به لهستانی:  Pruszcz) یک روستا در لهستان است که در گمینا پروشچ واقع شده‌است. پروشچ ۲٬۳۰۰ نفر جمعیت دارد.